# Damontae Kazee
Damontae Kazee (San Bernardino, California, 5 de junio de 1993) es un jugador profesional estadounidense de fútbol americano que se desempeña en la posición de safety en Pittsburgh Steelers, equipo de la National Football League (NFL).

## Carrera
Fue seleccionado en la quinta ronda en la Reunión Anual de Selección de Jugadores de la NFL de 2017. Hizo su debut profesional con el equipo Atlanta Falcons, en el cual jugó cuatro temporadas (2017-2021), después pasó a Dallas Cowboys (2021-2022), luego a Pittsburgh Steelers, donde lleva jugando dos temporadas.